# Preoccupations
Preoccupations, anciennement Viet Cong, est un groupe de post-punk canadien, originaire de Calgary, dans la province de l'Alberta. Formé en 2012, le groupe se compose de deux ex-membres de Women : le bassiste et chanteur Matt Flegel, et le batteur Mike Wallace.

## Biographie

### Formation et débuts (2012–2015)
Le groupe se forme en 2012 de l'association du bassiste chanteur Matt Flegel (ex-Women) et du guitariste Scott Munro, alors tous deux musiciens de tournée pour Chad VanGaalen,,. Le quatuor est complété par le batteur Mike Wallace (ex-Women) et le guitariste Daniel Christiansen,,.

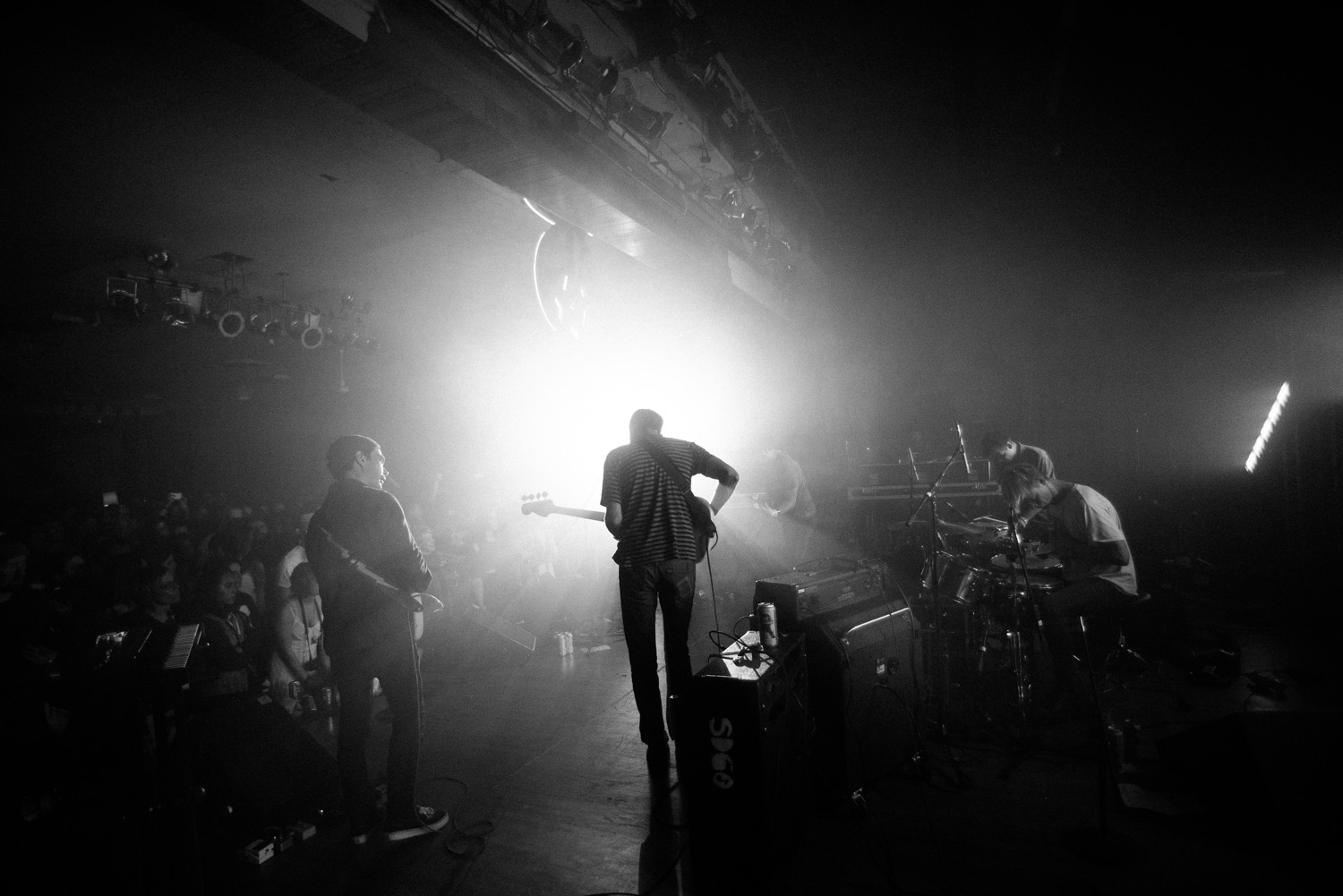
Sur scène en 2015.

En 2013, après l'enregistrement d'une démo, Viet Cong effectue une tournée nord-américaine de sept semaines avec le groupe canadien Freak Heat Waves,,. C'est au cours de cette tournée que sont composées les sept chansons qui figurent sur leur premier album homonyme, paru le 20 janvier 2015 sur le label Jagjaguwar. Celui-ci a été enregistré en cinq jours dans une grange du sud de l'Ontario, avec l'aide du producteur Graham Walsh. La sortie de l'album est accompagnée d'une tournée nord-américaine et européenne. En septembre 2015, le groupe est nommé et se produit sur scène lors de la cérémonie du Prix de musique Polaris.

### Deuxième album (2016-2017)
En avril 2016, c'est sous le nouveau nom de Preoccupations que le groupe annonce un deuxième album pour le 16 septembre,. Le clip vidéo du premier single, Anxiety, est publié pour l'occasion,. La sortie de l'album, l'homonyme Preoccupations, est accompagnée d'une tournée européenne et nord-américaine d'une cinquantaine de dates,.

### New Material(2018-2019)
En janvier 2018, Preoccupations annonce la parution pour le 23 mars de l'abum New Material. Le disque, leur troisième, est produit par Justin Meldal-Johnsen. Le groupe publie pour l'occasion le morceau Espionage, qui approfondit le style new wave et industriel qu'il a commencé à explorer sur son deuxième album à partir de 2016. En février, un second extrait de l'album nommé Antidote est dévoilé. En novembre et décembre, le groupe effectue une tournée nord-américaine avec le groupe Protomartyr, avec lesquels ils publient également un single partagé.

### Arrangements(2020-2024)
Le groupe annonce la sortie de son quatrième album, Arrangements, pour le 9 septembre 2022. La majeure partie a été enregistrée à Montréal fin 2019, puis terminée après le confinement lié à la pandémie de Covid-19. Alors que leurs deux albums précédents mettaient l'accent sur les claviers, les guitares sont de retour au premier plan des compositions. Un premier extrait Ricochet est publié le 14 juin 2022.

### Ill at Ease(depuis 2025)
Le 11 février 2025, le groupe annonce la parution pour le 9 mai de la même année de son cinquième album studio, nommé Ill at Ease. Une première tournée d'une vingtaine de dates aux États-Unis et au Canada a lieu en mai et juin.

## Membres
- Matt Flegel – chant, basse
- Scott Munro – guitare
- Daniel Christiansen – guitare
- Mike Wallace – batterie